# Clowne
Clowne är en ort och civil parish i Storbritannien.   Den ligger i distriktet Bolsover i grevskapet Derbyshire i riksdelen England, i den sydöstra delen av landet, 210 km norr om huvudstaden London. Clowne ligger 134 meter över havet och antalet invånare är 7 613.
Terrängen runt Clowne är huvudsakligen platt. Clowne ligger uppe på en höjd som går i nord-sydlig riktning. Runt Clowne är det tätbefolkat, med 442 invånare per kvadratkilometer. Närmaste större samhälle är Sheffield, 18,0 km nordväst om Clowne. Trakten runt Clowne består till största delen av jordbruksmark.